# 安德烈·莫扎列夫
安德烈·米哈伊洛维奇·莫扎列夫（俄语：Андрей Михайлович Мозалёв，2003年3月24日—），俄罗斯男子花样滑冰运动员，2020年冬季青年奥林匹克运动会男子单人滑银牌得主和团体铜牌得主、2020年世界青年花样滑冰锦标赛男子单人滑金牌得主。